# Tai súp lơ
Tai súp lơ là một tình trạng chấn thương không thể hồi phục xảy ra khi phần vành tai bị chấn thương dẫ  đến xuất hiện tình trạng tích tụ máu đông hoặc một khối dịch khác dưới màng tai. Điều này tách sụn ra khỏi màng sụn nằm ngang có vai trò cung cấp chất dinh dưỡng cho nó, làm cho nó chết và dẫn đến sự hình thành mô xơ ở vùng da trên. Kết quả là, tai ngoài trở nên vĩnh viễn bị sưng và biến dạng, trông giống như súp lơ.
Tình trạng này là phổ biến trong võ thuật như đấm bốc, võ thuật hỗn hợp hoặc đấu vật, và trong các môn thể thao tiếp xúc toàn thân như rugby.

## Thuyết trình lâm sàng
Bệnh nhân biểu hiện với tụ máu u có thể có thêm chấn thương, ấn tượng hơn (ví dụ như vết rách đầu / cổ) do nguyên nhân thường xuyên gây chấn thương của tụ máu. Bản thân tai thường căng thẳng, biến động và dịu dàng với cơn đau nhói. Tuy nhiên, do các chấn thương có khả năng đáng chú ý hơn thường liên quan đến tụ máu u nhĩ, tụ máu có thể dễ dàng bị bỏ qua mà không cần chú ý trực tiếp. [1]

## Nguyên nhân / Sinh bệnh học
Cấu trúc của tai được hỗ trợ bởi một khung sụn bao gồm các thành phần riêng biệt sau đây: xoắn, antihelix, concha, tragus và antitragus. Vỏ bọc tích hợp của sụn này cực kỳ mỏng với hầu như không có mỡ dưới da trong khi cũng gắn liền với màng sụn, được cấp nhiều mạch máu để cung cấp mạch máu cho sụn.